# Langatte
Langatte település Franciaországban, Moselle megyében. Lakosainak száma 629 fő (2022. január 1.). Langatte Bébing, Fribourg, Haut-Clocher, Kerprich-aux-Bois és Rhodes községekkel határos.

## Népesség
A település népességének változása:
| Lakosok száma | 379  | 379  | 368  | 472  | 573  | 563  | 559  | 557  | 581  | 629  |
|               | 1968 | 1982 | 1990 | 2006 | 2013 | 2015 | 2017 | 2019 | 2020 | 2022 |